# Pallanuoto ai Giochi della XXXI Olimpiade
La pallanuoto è stata rappresentata ai Giochi della XXXI Olimpiade da due eventi: il torneo maschile, giunto alla 27ª edizione, e il torneo femminile, giunto alla 5ª. I tornei olimpici si sono svolti complessivamente tra il 6 agosto ed il 20 agosto 2016, ospitati dall'impianto sportivo del Centro Aquático Maria Lenk, situato a Barra da Tijuca. Hanno preso parte ai tornei 12 formazioni maschili e 8 femminili.
Il torneo maschile è stato vinto dalla Serbia in finale sulla Croazia. Il terzo posto è stato conquistato dall'Italia sul Montenegro.
Il torneo femminile è stato vinto dagli USA in finale sull'Italia. Il terzo posto è stato conquistato dalla Russia sull'Ungheria.

## Squadre partecipanti

### Torneo maschile
| Area                     | Evento                   | Posti | Date                      | Sede       | Qualificate                    |
| ------------------------ | ------------------------ | ----- | ------------------------- | ---------- | ------------------------------ |
| Paese organizzatore      | Paese organizzatore      | 1     | 2 ottobre 2009            | Copenaghen | Brasile                        |
| FINA World League 2015   | FINA World League 2015   | 1     | 23 - 28 giugno 2015       | Bergamo    | Serbia                         |
| Campionati mondiali 2015 | Campionati mondiali 2015 | 2     | 27 luglio - 8 agosto 2015 | Kazan'     | Croazia Grecia                 |
| Americhe                 | Giochi panamericani 2015 | 1     | 7 - 15 luglio 2015        | Toronto    | Stati Uniti                    |
| Asia                     | Preolimpico asiatico     | 1     | 16 - 20 dicembre 2015     | Foshan     | Giappone                       |
| Europa                   | Campionato europeo 2016  | 1     | 10 - 23 gennaio 2016      | Belgrado   | Montenegro                     |
| Africa                   | -                        | 0     | -                         | -          | -                              |
| Oceania                  | -                        | 1     | -                         | -          | Australia                      |
| Preolimpico mondiale     | Preolimpico mondiale     | 4     | 3 - 10 aprile 2016        | Trieste    | Francia Italia Spagna Ungheria |

### Torneo femminile
| Area                          | Evento                        | Posti | Date                  | Sede       | Qualificate                      |
| ----------------------------- | ----------------------------- | ----- | --------------------- | ---------- | -------------------------------- |
| Americhe /Paese organizzatore | Americhe /Paese organizzatore | 1     | 2 ottobre 2009        | Copenaghen | Brasile                          |
| Asia                          | Preolimpico asiatico          | 1     | 16 - 17 dicembre 2015 | Foshan     | Cina                             |
| Europa                        | Campionato europeo 2016       | 1     | 10 - 22 gennaio 2016  | Belgrado   | Ungheria                         |
| Africa                        | -                             | 0     | -                     | -          | -                                |
| Oceania                       | -                             | 1     | -                     | -          | Australia                        |
| Preolimpico mondiale          | Preolimpico mondiale          | 4     | 21 - 28 marzo 2016    | Gouda      | Italia Russia Spagna Stati Uniti |

## Podi
| Evento                          | Oro         | Argento | Bronzo |
| Pallanuoto maschile (dettagli)  | Serbia      | Croazia | Italia |
| Pallanuoto femminile (dettagli) | Stati Uniti | Italia  | Russia |